# My Friend
My Friend é uma canção do cantor Jacques Houdek. Ele irá representar a Croácia no Festival Eurovisão da Canção 2017.